# 松長有慶
松長 有慶（まつなが ゆうけい、1929年〈昭和4年〉7月21日 - 2023年〈令和5年〉4月16日）は、高野山真言宗の僧侶。仏教学者。補陀落院住職。金剛峯寺第412世座主。同宗管長（2006-2014年）。
全日本仏教会会長（2008-2010年）。高野山大学名誉教授。元同大学長。21世紀高野山医療フォーラム名誉会長。和歌山県高野町出身。

## 生涯
1929年（昭和4年）、和歌山県高野町の高野山南院住職で高野山大学教授・松長有見の長男として誕生。1941年（昭和16年）、高野山南院道場において藤村密憧を戒師として得度。1951年（昭和26年）、高野山大学密教学科を卒業。1959年（昭和34年）、東北大学大学院文学研究科博士課程を修了。
1968年（昭和43年）、高野山補陀落院住職に就任。1977年（昭和52年）から1979年（昭和54年）までは高野山大学によるラダック地方の仏教文化調査「ラダック・ザンスカール仏教文化調査隊」に隊長として参加。
1978年（昭和53年）、密教学芸賞受賞・九州大学より文学博士号を授与。1983年（昭和58年）、高野山大学学長に就任。1995年（平成7年）、耆宿宗会議員に就任。1999年（平成11年）、高野山寳壽院門主・高野山専修学院院長に就任、2007年（平成19年）まで務める。
2002年（平成14年） 高野山第503世検校法印となり、2003年（平成15年）まで務める。2006年（平成18年）11月15日、高野山真言宗総本山金剛峯寺第412世座主、高野山真言宗管長就任。2008年（平成20年） 財団法人全日本仏教会会長に就任。春、瑞宝中綬章受勲。
2009年（平成21年）11月にダライ・ラマ14世と面会。2010年（平成22年）1月、東寺（教王護国寺）での後七日御修法の大阿（阿闍梨）・真言宗長者、スイスのダボス会議（世界経済フォーラム）に出席。2011年（平成23年）、天台宗の半田孝淳座主に申し入れて、12月25日に比叡山にて天台・高野山真言宗トップ対談を1200年ぶりに実施。
2023年（令和5年）4月16日、膵臓がんのため遷化。93歳没。没日を以て正五位へ追叙された。

## 著書
- 『密教の歴史』平楽寺書店〈サーラ叢書〉 1969、新版1982
- 『密教の相承者 その行動と思想』評論社〈東洋人の行動と思想〉 1973  
  - 『密教－インドから日本への伝承』中公文庫 1989、改版2001
- 『密教の智恵 松長有慶集』教育新潮社「昭和仏教全集」 1973
- 『生かせいのち』補陀洛院 1976
- 『密教経典成立史論』法蔵館 1980
- 『秘密の庫を開く 密教教典　理趣経』集英社〈仏教を読む7〉1984
  - 『理趣経』中公文庫 1992、改版2002
- 『密教とはなにか 宇宙と人間』人文書院 1984、中公文庫 1994、改版2020。講演集
- 『空海－無限を生きる』集英社〈高僧伝4〉 1985
  - 増訂版『空海・心の眼をひらく－弘法大師の生涯と密教』大法輪閣 2002
- 『密教　コスモスとマンダラ』日本放送出版協会〈NHKブックス〉1985
- 『密教』岩波書店〈岩波新書〉、1991年7月。ISBN 4004301793。全国書誌番号:91059114。
- 『生命の探究 密教のライフサイエンス』法蔵館 1994
- 『仏教と科学　叢書・現代の宗教』岩波書店 1997
- 『松長有慶著作集』（全5巻） 法蔵館 1998
  - 『1 密教経典成立史論』
  - 『2 インド密教の構造』
  - 『3 空海思想の特質』
  - 『4 マンダラと密教美術』
  - 『5 秘密集会タントラの研究』
- 『大宇宙に生きる　空海』中央公論新社〈仏教を生きる〉 1999、中公文庫 2009
- 『一鳥声あり』補陀洛院 2002
- 『密教 21世紀を生きる』法蔵館 2002
- 『理趣経講讃』大法輪閣　2006
- 『空海　般若心経の秘密を読み解く』春秋社 2006、増補版2013
- 『こだわらない』PHP研究所 2009
- 『二十一世紀に生かす　真言密教の智慧』春秋社 2010。講演集
- 『大日経 住心品講讃』大法輪閣 2010
- 『祈り　かたちとこころ』春秋社 2014。講演集、巻末に「阿字観の基礎知識」
- 『高野山』岩波書店〈岩波新書〉、2014年10月。ISBN 9784004315087。全国書誌番号:22497158。
- 『空海』岩波書店〈岩波新書〉、2022年6月。ISBN 9784004319337。

### 共編
- 『マンダラの世界』杉浦康平共編 講談社 1983 美と宗教のコスモス
- 『曼荼羅 色と形の意味するもの』編 大阪書籍 1983 朝日カルチャーブックス
- 『密教の神話と伝説』共著 大阪書籍 1984 朝日カルチャーブックス
- 『高野山　その歴史と文化』共著 法蔵館〈法蔵選書〉 1984
- 『日本の仏教・人と教え2　真言宗』編 小学館 1985
- 『真言宗選書 第13巻 事相篇 曼荼羅』責任編集 同朋舎出版 1986
- 『密教大系』全12巻　法蔵館 1994 共編
- 『密教を知るためのブックガイド』編 法蔵館 1995
- 『インド後期密教（上） 方便・父タントラ系の密教』 春秋社 2005
- 『インド後期密教（下） 般若・母タントラ系の密教』 春秋社 2006 編著
- 『地球環境問題を仏教に問う』山本良一・竹村牧男共著 未踏科学技術協会 2015

### 翻訳
- アジット・ムケルジー『タントラ－東洋の知恵』 新潮社〈新潮選書〉1981
- 『和訳 秘密集会タントラ』法藏館 2000
- 『訳註 秘蔵宝鑰』春秋社 2018
- 『訳注 般若心経秘鍵』春秋社 2018
- 『訳注 即身成仏義』春秋社 2019
- 『訳注 声字実相義』春秋社 2020
- 『訳注 吽字義釈』春秋社 2021
- 『訳注 弁顕密二教論』春秋社 2022

### 記念論集
- 『インド密教の形成と展開 松長有慶古稀記念論集』 法藏館 1998

### 論文
- CiNii>松長有慶
- INBUDS>松長有慶